# 주련화
주련화(周聯華, 1920년 3월 7일 ~ 2016년 8월 6일)는 대만의 목회자이다. 장개석, 장경국, 이등휘 총통의 채플린(Chaplain)이다.
남경 애덕 기금회 부사장이다.